# Lichtkrant

Voorbeeld van een lichtkrant

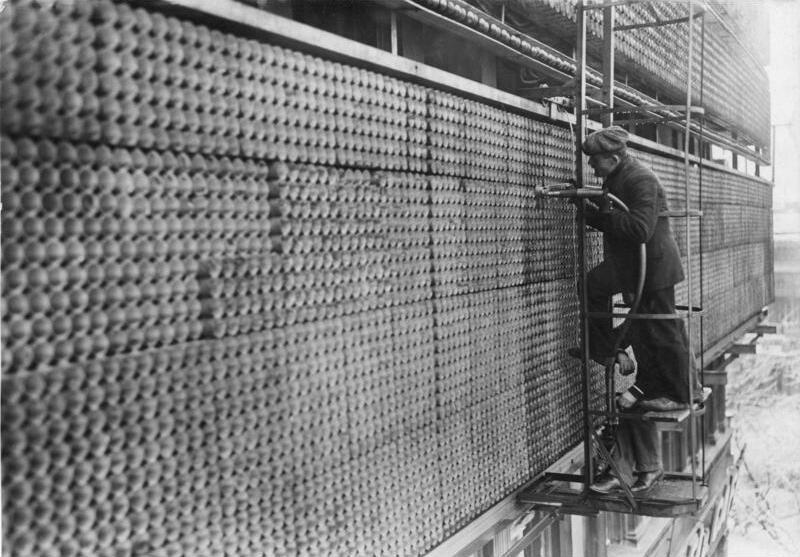
Detail van de lichtkrant op de Potsdamer Platz in Berlijn bestaande uit 10.000 gloeilampen (1927)

Een lichtkrant (ook wel: ticker tapes of bar) is een voorbijschuivende tekst op een scherm. Dit kan een speciaal langwerpig scherm zijn, of bijvoorbeeld een balk in het televisie- of computerscherm, in aanvulling op al of niet gerelateerde andere beelden. Het wordt ook vaak gebruikt als screensaver op een pc. De vooraf ingestelde tekst schuift hierbij over het midden van het computerscherm over een effen gekleurde achtergrond. 

## Openbare ruimte
De eerste versies van de lichtkrant werden in 1870 uitgevonden, deze bestond uit een groot aantal geschakelde gloeilampen. 
De Ticker tapes kan men vooral op Times Square in New York vinden. In 1928 werd hier door The New York Times de eerste lichtkrant geïnstalleerd. Lichtkranten zijn vaak te vinden in winkelruiten. Winkels en horecagelegenheden gebruiken ze om reclame te maken of om bijzondere aanbiedingen te tonen en bij beroepspraktijken wordt vaak getoond welke behandelingen er mogelijk zijn. Bij beursgebouwen zijn vaak de laatste standen van de aandelen te zien op de lichtkrant. 

## Televisie
Nieuwsstations op televisie gebruiken de lichtkrant vaak om er de laatste nieuwsberichten en de hoofdpunten mee bekend te maken. Op die manier is men in korte tijd op de hoogte. Ook is een lichtkrant handig om de laatste standen van de aandelen te laten zien.  

## Websites
Lichtkranten worden ook veelvuldig op websites geplaatst. Zo heeft CNBC een ticker tape op haar website staan, waarop de laatste beurskoersen van Nasdaq en Dow Jones aandelen te zien zijn. 
Ticker tapes zijn ook een veelvoorkomend attribuut van contactprofielenwebsites. Mensen kunnen hierbij door te sms'en zich via de lichtkrant promoten.

## Stilstaande teksten
Een lichtkrant wordt ook wel gebruikt voor boventiteling bij theater- en muziekvoorstellingen om al dan niet vertaalde teksten weer te geven. Hierbij staat de tekst stil en wordt hij veelal op twee regels weergegeven zoals bij ondertiteling. Eenzelfde systeem wordt gebruikt voor informatieverstrekking, bijvoorbeeld boven autosnelwegen of op stations of bij haltes van openbaar vervoer.